# Station Petach Tikva Kirjat Arjee
Station Petach Tikva Kirjat Arjee (Hebreeuws: תחנת הרכבת פתח תקווה קרית אריה Taḥanat HaRakevet Petach Tikva Kirjat Arjee) is een treinstation in de Israëlische stad Petach Tikva.
Het is een station op het traject Hod Hasjaron-Tel Aviv en Hod Hasjaron-Harisjoniem.
| Eindbestemming       | Vorig station        | Lijn                     | Volgend station | Eindbestemming    |
| -------------------- | -------------------- | ------------------------ | --------------- | ----------------- |
| Hod Hasjaron Sokolov | Petach Tikva Segoela | Hod Hasjaron-Harisjoniem | Benee Brak      | Harisjoniem       |
| Hod Hasjaron Sokolov | Petach Tikva Segoela | Hod Hasjaron-Tel Aviv    | Benee Brak      | Tel Aviv Hahagana |

## Foto's

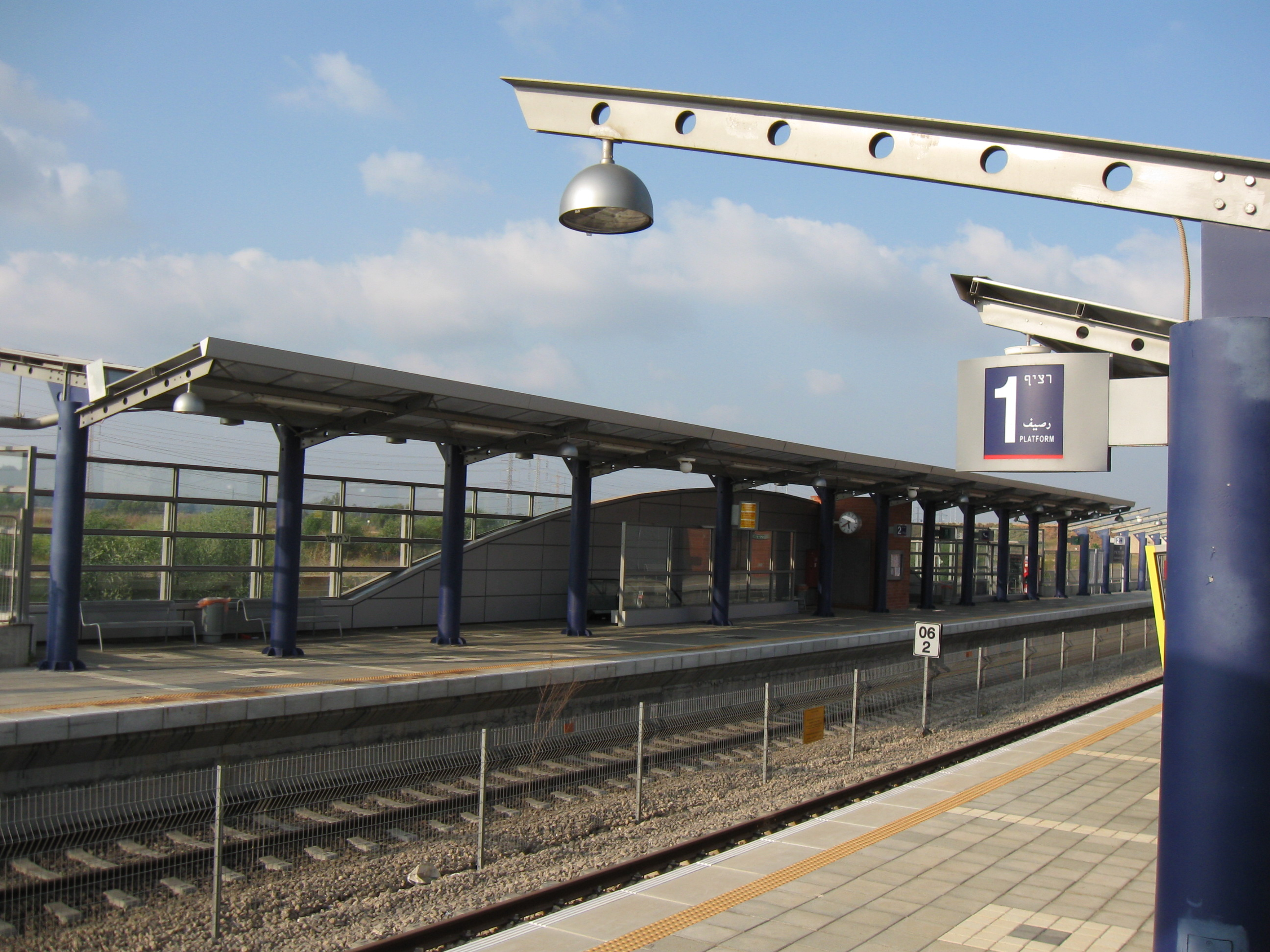